# Roger Taylor
Roger Meddows Taylor (King's Lynn, Inglaterra, 26 de julio de 1949), más conocido como Roger Taylor, es un músico, compositor, multiinstrumentista y productor cinematográfico británico, destacado por ser baterista de la banda de rock Queen. Como solista actuó como guitarrista y vocalista. Ha escrito canciones famosas de Queen como "Sheer Heart Attack", "I'm In Love With My Car", "Radio Ga Ga" o "A Kind of Magic". También escribió otras como "Breakthru" o "Innuendo" junto con Freddie Mercury.  
La revista Rolling Stone ubicó a Roger Taylor en el puesto 14 de su lista de los mejores 100 bateristas de la historia, por lo que según la revista mencionada Roger es el 11.º mejor baterista vivo, ya que 3 de los bateristas que están entre los primeros 13 fallecieron (1.º John Bonham, 6.º Keith Moon, 11.º Cozy Powell). Además ocupa el 8.º puesto de los 30 baterías más ricos del mundo, con 105 millones de dólares. Taylor Hawkins, batería de Foo Fighters, afirmó que Roger es uno de los baterías más influyentes en la historia de la música.

## Biografía
Se trasladó a Truro a la edad de 8 años. En 1965 Roger se unió a su primera banda, llamada Johnny Quale and The Reaction. Cuando el vocalista Johnny Quale abandonó el grupo, Roger pasó a ser el vocalista y el grupo comenzó a llamarse simplemente The Reaction, que duró hasta julio de 1968. Ese mismo año se trasladó al London Hospital Medical School de Londres, donde comenzó sus estudios de odontología. Posteriormente abandonó la carrera para estudiar biología en el North London Polytechnic.
También ese año audicionó para Tim Staffell y Brian May, quienes buscaban un batería al estilo Ginger Baker. Roger pasó la audición y se convirtió en batería de Smile, banda que realizó varios conciertos hasta 1970, cuando Tim Staffell dejó el proyecto. Conocido de Freddie Mercury, fue él el que se lo presentó a Brian May, y justo cuando Tim Staffell dejó Smile, es cuando Mercury tuvo la oportunidad de empezar a cantar con Roger Taylor y Brian May. Conocer a Brian y Freddie convirtieron al baterista en el lazo auténtico que unió a Queen. Después, en 1971, se les unió John Deacon.
Dentro de Queen fue una de las voces más influyentes y con peso a la hora de tomar decisiones, tanto artísticas como empresariales. En los 70 cantó varios de sus temas y durante toda la trayectoria de la banda fue corista, al hacer segundas voces en muchos de sus temas, cosa nunca vista en grupos de la época y fue quien apuntalaba a Freddie en los temas en vivo. Era amigo de Brian desde la época de Smile, amistad que aún hoy mantienen. Siempre se mostró como uno de los miembros más extrovertidos de la banda, junto a Freddie. Entre sus mejores composiciones se encuentran "I'm In Love With My Car", "Sheer Heart Attack", "Radio Ga Ga", "A Kind of Magic", "These Are The Days Of Our Lives" y "Heaven for Everyone", el corte más exitoso del disco Made In Heaven.
Taylor también puso su voz en temas de Queen como "The Loser in the End", "I'm In Love With My Car", "Rock It (Prime Jive)", "Tenement Funster", "Fight From The Inside", "Fun It", "Drowse", "A Human Body" y "No One But You (Only The Good Die Young)". Junto Brian H. May y Freddie Mercury participó como solista en la canción "Let Me Live" del disco Made in Heaven (último disco con la voz original de Freddie Mercury de Queen).

## Carrera como solista
En 1977 empieza su trayectoria en solitario. Su primer sencillo fue I Wanna Testify, con el que fracasó en su intento por ser un impacto en las listas de éxitos, sin embargo fue el principio de una extensa y discutible trayectoria en solitario. Su primer álbum de estudio fue Fun in Space, en 1981, el que escaló hasta el número 18 de las listas inglesas de éxitos. El sencillo de dicho álbum fue Future Management, que llegó al número 49.
Su segundo álbum sería Strange Frontier, de 1984. En él aparecen ocho temas propios de Roger y dos versiones, además de la participación especial de Freddie y de Rick Parfitt, de Status Quo. El sencillo Man On Fire sería su segunda entrada en las listas de sencillos, esta vez logrando solo el lugar 66.

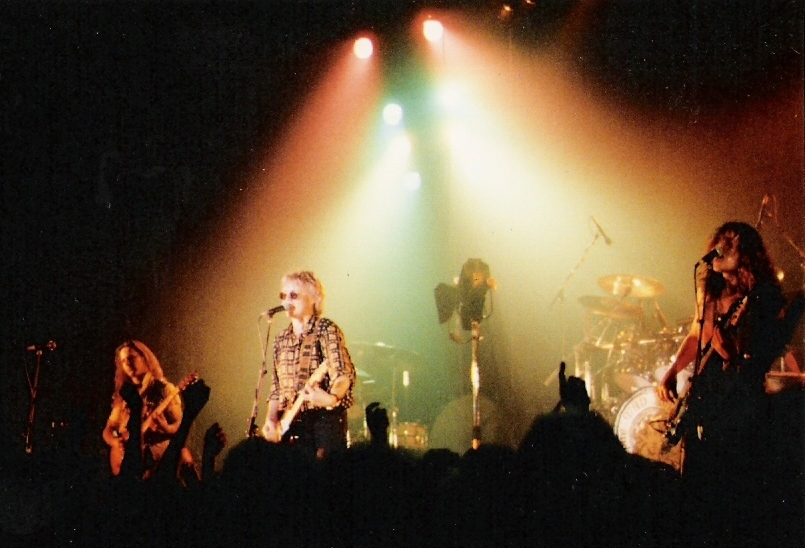
Roger Taylor Junto a "The Cross" en 1990.

En 1987 Roger decidió que su nuevo disco debía ser grabado "en vivo" en el estudio, por lo que se embarcó en la búsqueda de músicos para formar una nueva banda, y, como resultado, este nuevo grupo llamado The Cross grabó 3 álbumes (Shove It - 1987, Mad, Bad & Dangerous To Know - 1990, Blue Rock - 1991) entre 1988 y 1991, y realizó giras por Gran Bretaña y Alemania.
En 1994 grabó el disco Happiness en solitario. Llegó al número 22 de las listas, y 3 de sus sencillos permanecieron en el 'top 30'. El primero, Nazis 1994 fue censurado, quizá por miedo a represalias de grupos neonazis o por el contenido de las letras; en la versión sin censurar, en lugar de decir "we gotta stop those stinking nazis", dice "we gotta kick those fucking nazis", aunque no evitó que llegase al número 22. Otro sencillo que tuvo éxito fue Foreign Sand, que contenía dos canciones compuestas por Yoshiki, líder de X Japan y cantadas por Roger. Posteriormente, Roger hizo una gira por el Reino Unido, y en 1995 por Italia.
Ya en septiembre de 1998, después de proyectos como el álbum póstumo de Queen, Made In Heaven, y la canción final del grupo, "No-One but You (Only the Good Die Young)", sale al mercado su último disco, titulado Electric Fire. De este se editarían dos sencillos: Pressure On y Surrender. Roger realizó una nueva gira promocional por el Reino Unido, incluido el concierto Live At The Cyberbarn, transmitido por internet desde su casa en Surrey, el que batió el récord Guiness para un concierto en directo por internet, superando los 500.000 internautas.

## Últimos años

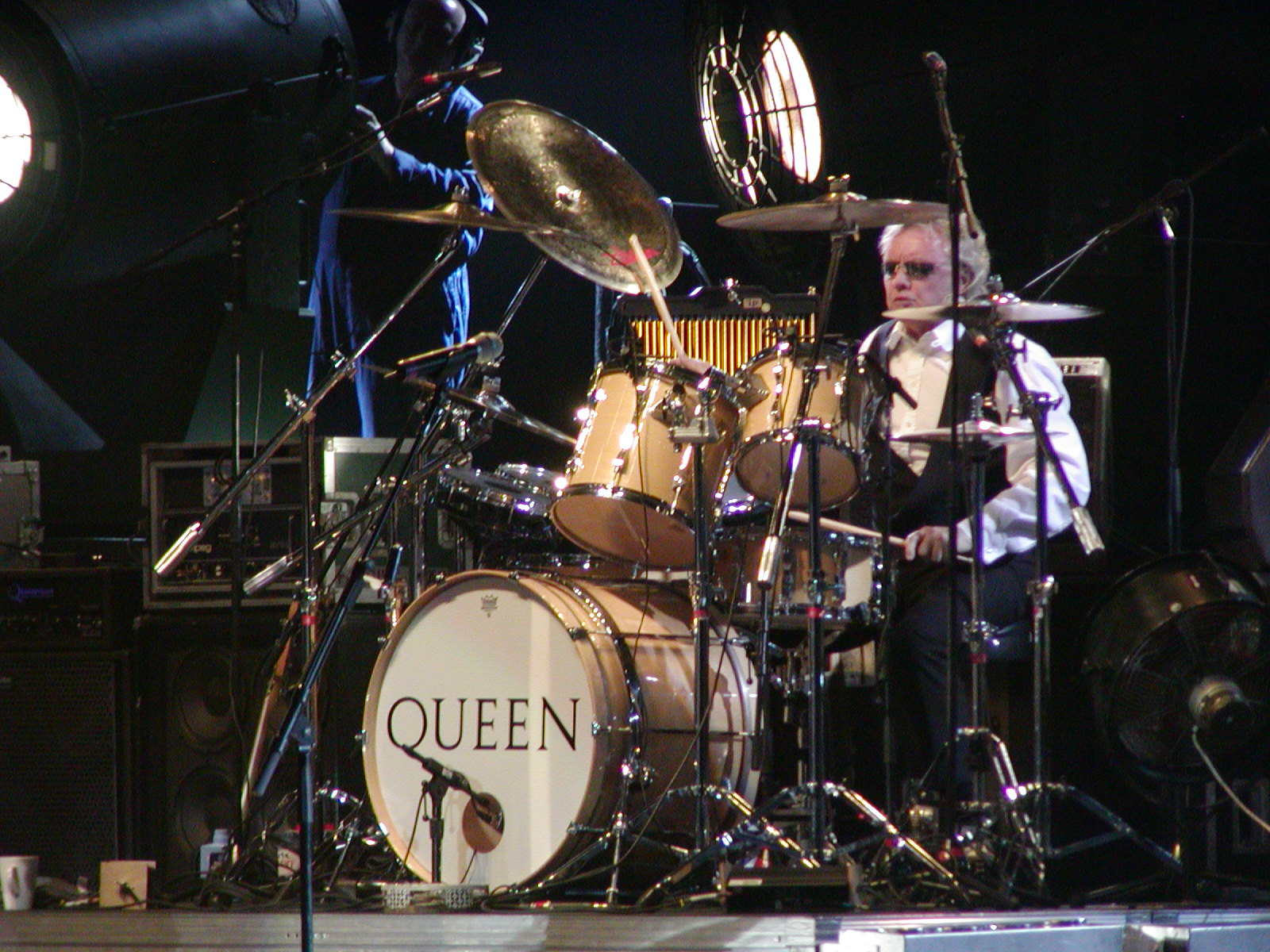
Roger Taylor en 2005.

Desde entonces Roger trabajó junto a Queen + Paul Rodgers, en la que se unió el excantante del grupo Free, Paul Rodgers, haciendo una gran gira durante 2005 y 2006. En septiembre de 2008 publicaron su primer álbum, The Cosmos Rocks, realizando una gira mundial ese mismo año que incluyó Europa y Sudamérica. El 15 de mayo de 2009 Paul Rodgers pone término a su colaboración con Queen. Para entonces Roger Taylor ya se encontraba trabajando en lo que será su nuevo disco como solista después de Electric Fire 1998 del que ya se lanzó su primer sencillo el pasado 23 de noviembre de 2009, titulado "The Unblinking Eye (Everything Is Broken)". 
Después de casi 15 años de su último álbum solista, en 2013 Roger publica un nuevo álbum de estudio titulado Fun On Earth. El primer sencillo es "Sunny Day". El 11 de noviembre de 2013, editó el álbum Fun On Earth en Europa y The Lot (Una caja recopilatoria que recopila toda su carrera solista y de The Cross). El 7 de diciembre se unió de nuevo a The Cross para interpretar once canciones del grupo en el festival G Live de Guildford.

## Representaciones en películas y televisión

### Película biográfica

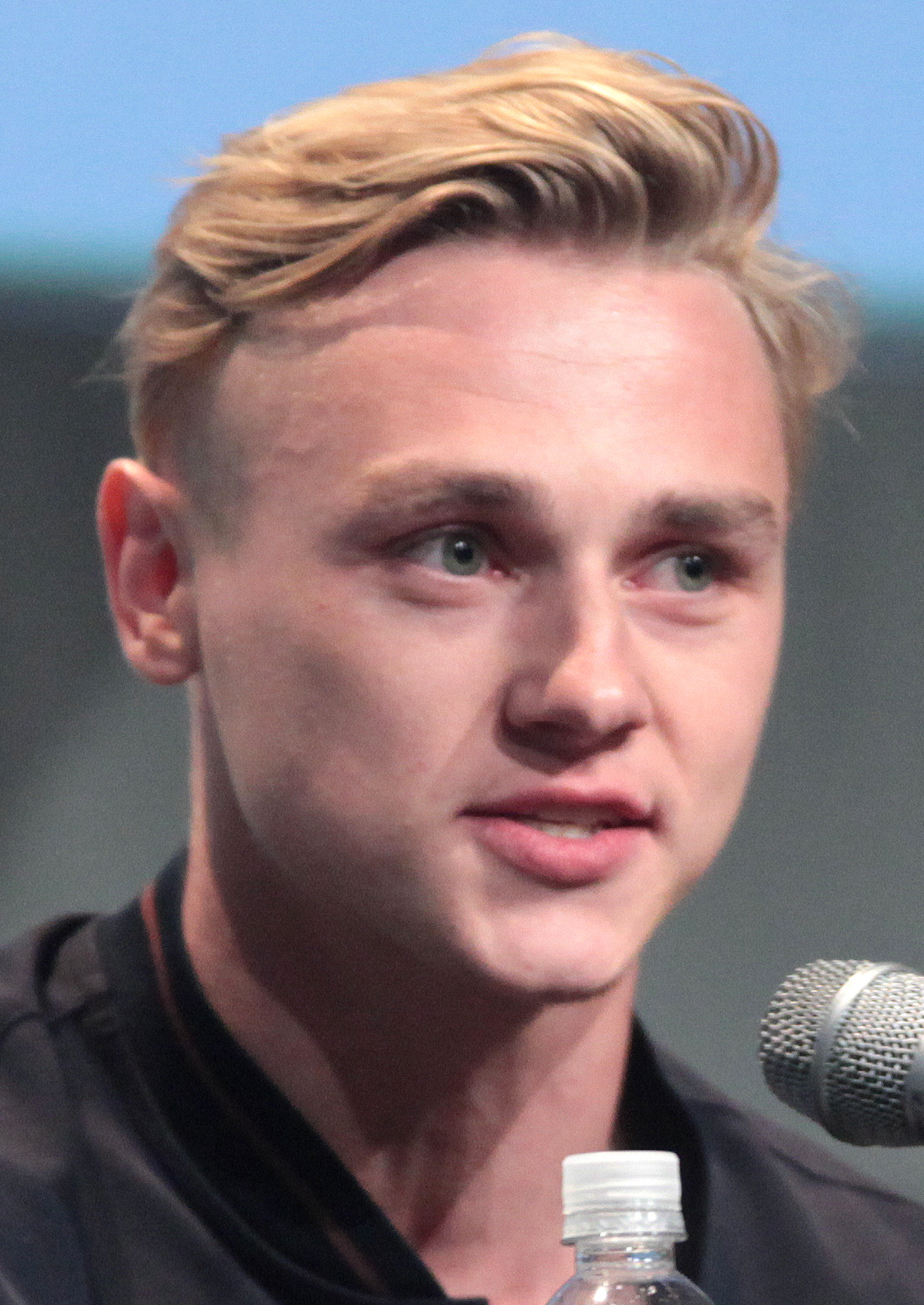
Ben Hardy interpreta a Taylor en el biopic sobre Queen.

Una película biográfica sobre Freddie Mercury y Queen  con el título Bohemian Rhapsody fue estrenada en 2018. Está dirigida por Bryan Singer y la protagonizan Rami Malek como Mercury, Gwilym Lee como Brian May, Ben Hardy como Roger Taylor, Joseph Mazzello interpretando a John Deacon y Lucy Boynton interpretando a Mary Austin. La película se estrenó el 24 de octubre de 2018 en Reino Unido y el 2 de noviembre en Estados Unidos. Fue galardonada con cuatro Óscars, dos Globos de Oro y dos BAFTA, entre otros premios.

### Otras representaciones
En noviembre de 2016 se estrenó el docudrama para televisión The Freddie Mercury Story: Who Wants to Live Forever en Channel 5. Mercury fue interpretado por el cantante John Blunt, mientras que Patrick Warner actuó como Brian May, Martin Teall como Roger Taylor y Jack Beale como John Deacon. Aunque el film fue criticado por centrarse en la vida amorosa y sexual de Mercury, la interpretación de Blunt recibió elogios.

## Discografía

### Queen
Álbumes de estudio
- 1973: Queen
- 1974: Queen II
- 1974: Sheer Heart Attack
- 1975: A Night at the Opera
- 1976: A Day at the Races
- 1977: News of the World
- 1978: Jazz
- 1980: The Game
- 1980: Flash Gordon
- 1982: Hot Space
- 1984: The Works
- 1986: A Kind of Magic
- 1989: The Miracle
- 1991: Innuendo
- 1995: Made in Heaven

### Discografía como solista
- 1981 - Fun in Space[14][15]
- 1984 - Strange Frontier[16]
- 1994 - Happiness?[17][18]
- 1998 - Electric Fire[19][20]
- 2013 - Fun On Earth[21]
- 2021 - Outsider[22]